# Jeannette Slager
Jeannette Josephina Maria (Jeannette) Slager ('s-Hertogenbosch, 14 juli 1881 - aldaar, 15 juli 1945) was een Nederlandse beeldend kunstenaar.

## Biografie
Jeannette Slager kreeg lessen in tekenen en schilderen van haar vader Piet Slager sr. en broer Piet Slager. De Koninklijke School, waar haar vader docent was, en later ook haar broer heeft ze niet bezocht, omdat daar toentertijd geen vrouwelijke studenten werden aangenomen. 
In het begin van de 20e eeuw nam ze regelmatig deel aan exposities. Na een zesjarig verblijf in Den Haag, vestigde ze zich in 1922 in Vught. In 1928 keerde ze weer terug naar Den Haag en zeven jaar later, in 1935, kwam zij definitief in Vught te wonen.
Slager is vooral bekend gebleven als schilderes van talloze, robuust geschilderde bloemstillevens in levendige en krachtige kleuren.